# Arnoud Sasbout
Arnoud Sasbout (1517-1584), heer van Spaland, was een Nederlands rechtsgeleerde en staatsman. Hij zetelde in het Hof van Holland en werd voorzitter van de Geheime Raad, hoewel zijn politieke competenties niet buitengewoon waren.

## Leven
Zijn ouders Joost Sasbout en Catharina van der Meer kwamen uit voorname Delftse families. Zijn zus Anna trouwde met Cornelis de Jonge, die rekenmeester zou worden. Arnoud studeerde rechten aan de Leuvense universiteit en trad in de voetsporen van zijn vader: eerst volgde hij hem in 1543 op als raadsheer in het Hof van Holland en dan in 1569 als kanselier bij het Hof van Gelre en Zutphen. In de jaren voordien was hij in Leiden actief in de door Alva verhevigde ketterijbestrijding.
In 1575 nam hij met Ressegem, Suys en Leoninus in de koninklijke delegatie deel aan de Onderhandelingen van Breda. In die periode droeg Requesens hem voor als hoofd-president van de Geheime Raad in Brussel. Sasbout nam er ook zitting in de Raad van State, die na de dood van Requesens de landvoogdij ad interim waarnam. Tegen dit hoogste landsbestuur werd op 4 september 1576 een coup gepleegd. Anders dan de politieke zwaargewichten kwam Sasbout al op 15 september weer vrij. Hoewel hij lid bleef van de Raad van State, was hij in 1577 terug in Holland, waar hij niet meer op het voorplan trad.

## Huwelijk
Sasbout was gehuwd met Maria van Heermale. Uit dit huwelijk werden vier dochters geboren: Justina, Anna Machteld, Liduina en Cornelia.